# Benjamin Netanyahu
Benjamin Netanyahu (em hebraico: בִּנְיָמִין "בִּיבִּי" נְתַנְיָהוּ; Tel Aviv, 21 de outubro de 1949), é um político israelense que serve atualmente como Primeiro-ministro de Israel desde dezembro de 2022. Ele ocupou a posição anteriormente duas outras vezes, de 1996 a 1999 e de 2009 a 2021. Esse período que esteve no poder fizeram dele o político que mais ficou à frente do governo israelense na história da nação. Netanyahu é membro do Knesset (Parlamento Israelense) e líder do partido Likud. Foi o primeiro chefe de governo do país nascido em Israel após a declaração de independência.
Netanyahu, nascido de pais judeus seculares, foi criado em Jerusalém Ocidental e nos Estados Unidos. Após servir na Sayeret Matkal, um braço das forças especiais de Israel, e concluir sua educação no MIT em Massachusetts, trabalhou como consultor antes de retornar a Israel para fundar um instituto antiterrorismo. Entre 1984 e 1988, foi embaixador de Israel na ONU. Em pouco tempo, ganhou destaque como presidente do partido Likud em 1993, tornando-se o mais jovem primeiro-ministro de Israel ao vencer as eleições de 1996. Derrotado em 1999, afastou-se temporariamente da política, mas voltou a ocupar cargos de destaque, incluindo ministro das Relações Exteriores e das Finanças, antes de renunciar devido a divergências sobre o plano de retirada da Faixa de Gaza. Reassumiu a liderança do Likud em 2005 e serviu como primeiro-ministro de 2009 a 2021, moldando a política israelense e negociando com estados árabes, assinando os Acordos de Abraão.
Sua carreira foi marcada por controvérsias, incluindo acusações de suborno e fraude em 2019 e críticas pela expansão de assentamentos na Cisjordânia. Removido do cargo de primeiro-ministro em 2021, Netanyahu retornou ao poder após as eleições de 2022. Seu governo enfrentou protestos por reformas judiciais e foi criticado por falhas de inteligência durante os ataques do Hamas em 2023. Em 2024, o Tribunal Penal Internacional emitiu um mandado de prisão contra ele por crimes de guerra durante o conflito Israel-Hamas.

## Biografia

### Primeiros anos
Benjamin Netanyahu nasceu em Tel Aviv de uma família de judeus seculares, filho de uma israelense e um polonês. Ele inicialmente foi criado em Jerusalém mas se mudou para os Estados Unidos aos sete anos, morando lá de 1956 a 1958, e depois de 1963 a 1967, residindo em Cheltenham Township, nos subúrbios de Filadélfia, onde adquiriu fluência em inglês.

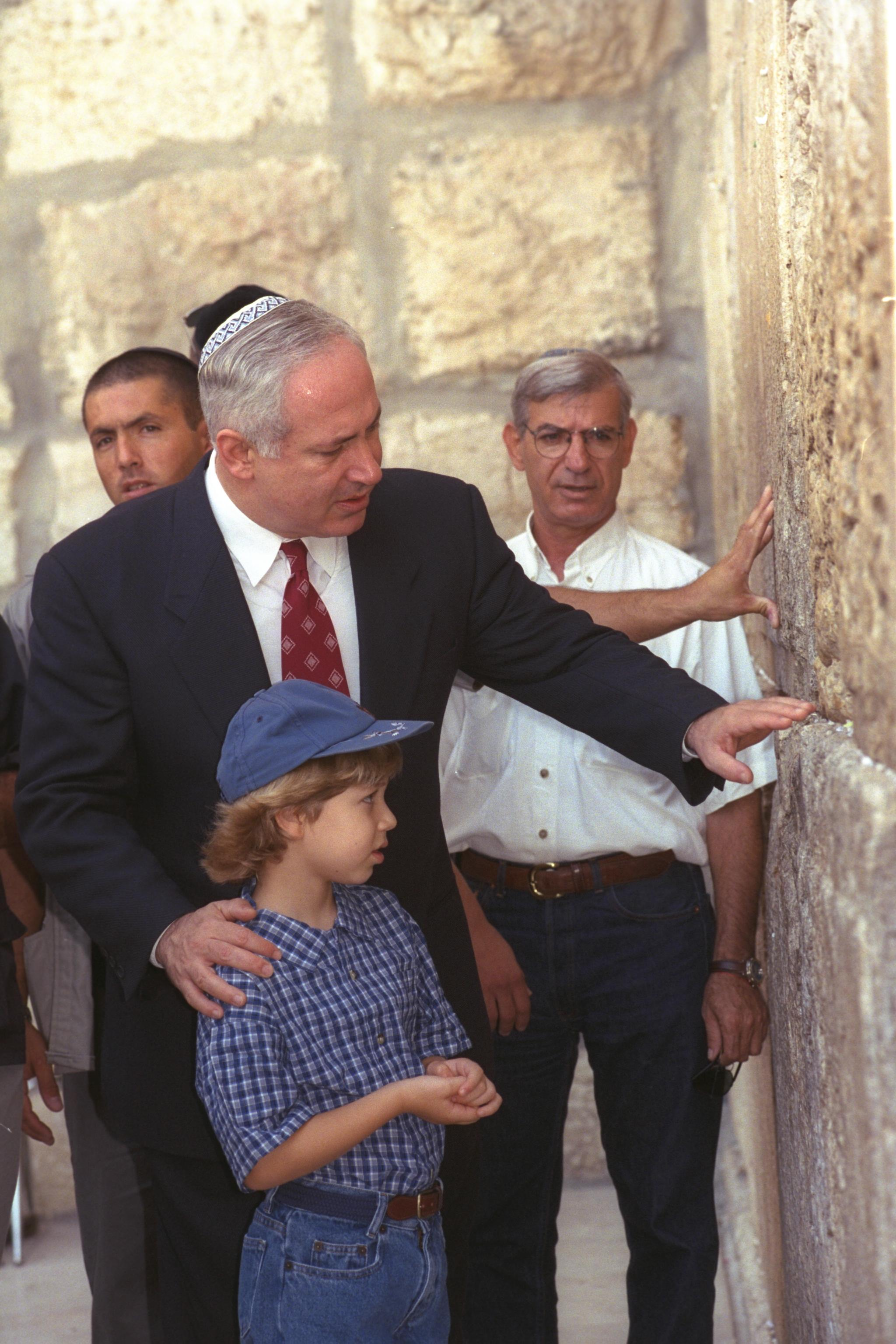
Netanyahu visitando o Muro Ocidental, em Jerusalém, em 1998.

Netanyahu se juntou às Forças de Defesa de Israel logo após a Guerra dos Seis Dias, em 1967, e se tornou líder de grupo numa unidade de forças especiais da Sayeret Matkal. Ele participou em várias missões, como as Operações Inferno (1968), Gift (1968) e Isotope (1972), sendo ferido em ação no ombro. Netanyahu lutou na linha de frente nas guerras de Desgaste e do Yom Kippur, tomando também parte em missões especiais no Canal de Suez e na Síria. Chegou a patente de capitão antes de ser dispensado. Seu irmão, Yonatan Netanyahu, também era militar e morreu em combate durante a chamada Operação Entebe. Benjamin Netanyahu retornou então para os Estados Unidos e foi estudar no Instituto de Tecnologia de Massachusetts (MIT), conseguindo um Bachelor of Science (SB) e um Master of Science (SM) em 1976. Netanyahu foi logo contratado como um consultor no Boston Consulting Group antes de voltar para Israel em 1978.

### Carreira política
Em 1978, se filiou ao partido conservador Likud e foi eleito para o Knesset. Netanyahu serviu como representante de Israel nas Nações Unidas, de 1984 a 1988. Durante a Conferência de Madri de 1991, Netanyahu foi membro da delegação israelense, liderada pelo primeiro-ministro Yitzhak Shamir. Logo em seguida, foi apontado para trabalhar diretamente no gabinete do Chefe de Governo.

#### Primeiro período como Primeiro-Ministro (1996-1999)
Em 1993, Netanyahu se tornou líder do Likud e levou seu partido à vitória nas eleições de 1996, se tornando o mais jovem primeiro-ministro, de junho de 1996 a julho de 1999. Diferente de outros líderes israelenses, Netanyahu não buscou inicialmente consolidar a paz com os palestinos, mostrando aversão a algumas partes dos Acordos de Oslo, acreditando que deveriam ser os palestinos a fazer concessões a Israel se quisessem um acordo de paz duradouro. Atentados promovidos pelo Hamas em meados da década de 1990 só endureceram suas visões e política externa. Tomou várias medidas que, segundo ele, aumentariam a segurança dos israelenses, como a construção de um túnel pelo Bairro Muçulmano de Jerusalém para que judeus pudessem atravessar o Muro Ocidental. Isso gerou protestos por parte dos palestinos, reprimidos com violência pela polícia israelita. Como primeiro-ministro, Netanyahu enfatizou a política das "três negativas": nenhuma retirada das Colinas de Golã, nenhuma negociação sobre o status de Jerusalém, nenhuma negociação com pré-condições. Muitos criticaram essa postura inflexível por parte dele como um empecilho para a paz. Internamente, adotou políticas de liberalização econômica e desregulamentação. Considerado intransigente, não negociava com os partidos de esquerda, mas com o tempo também foi perdendo a simpatia dos membros da direita moderada. Em 1997, surgiram as primeiras acusações de corrupção e troca de influência. Dois anos depois, a polícia israelense novamente tentou indiciar o primeiro-ministro por corrupção em um caso separado, mas, nas duas ocasiões, falta de provas impediu que o caso fosse adiante. Contudo, foi o suficiente para arranhar a imagem política de Netanyahu e, em 1999, ele perdeu a eleição para Ehud Barak, de uma coalizão de centro-esquerda. Ele foi então trabalhar novamente no setor privado como consultor por dois anos na empresa de comunicação BATM.

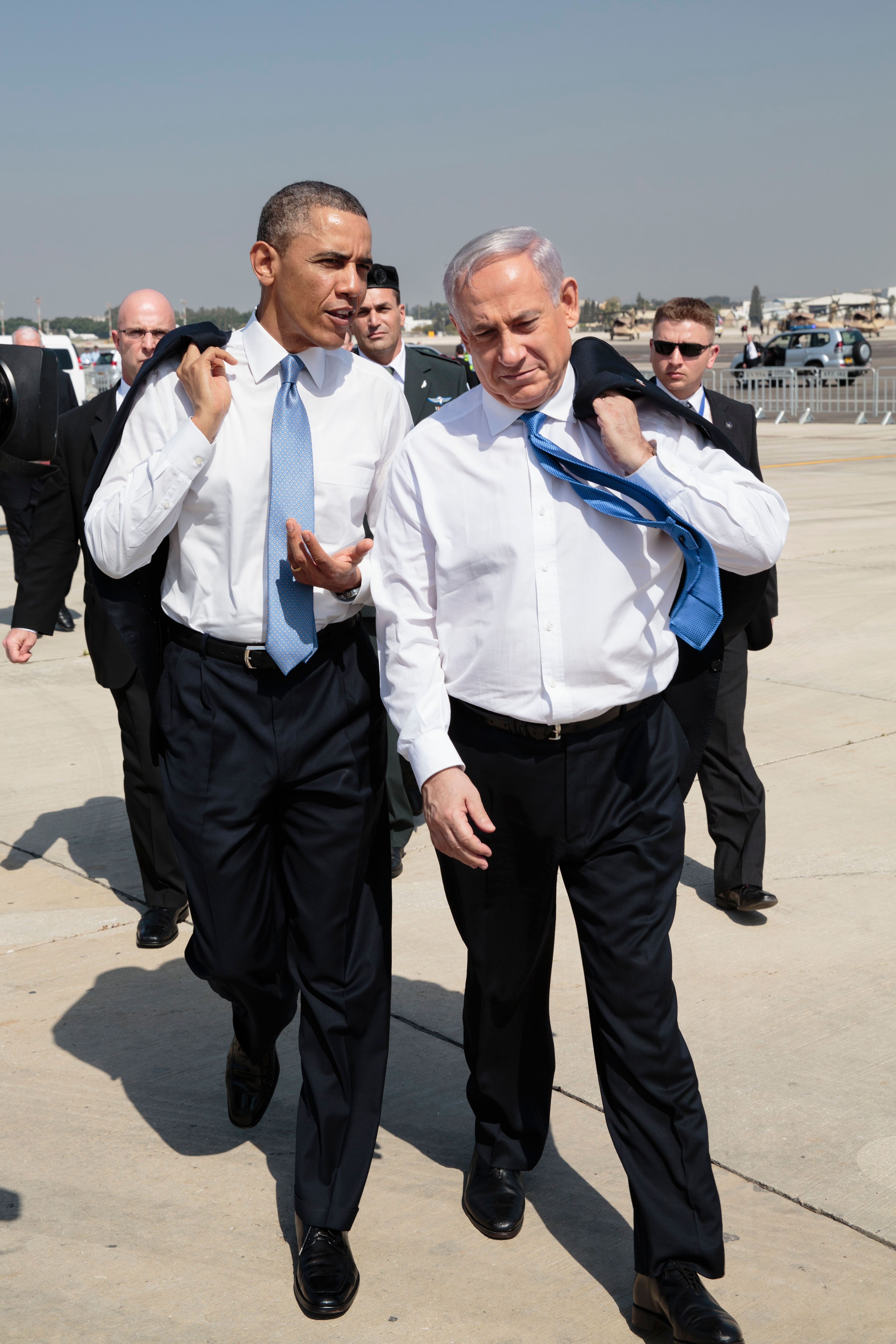
Barack Obama e Benjamin Netanyahu em 2013

Netanyahu retornou para a política em 2002 para servir no Ministério das Relações Exteriores (2002–2003) e no das Finanças (2003–2005) no governo de Ariel Sharon, mas ele deixou seu cargo como protesto ao plano de retirada unilateral israelense da Faixa de Gaza. Quando ele serviu como ministro das finanças, Netanyahu engajou em várias reformas econômicas, que segundo vários analistas resultaram em melhorias na economia do país. Em dezembro de 2005, reassumiu a liderança do Likud quando Sharon deixou a legenda para fundar seu próprio partido, o Kadima. Ao final de 2006, se tornou Líder da oposição no Knesset. Após as eleições de 2009, o Likud terminou em segundo lugar, mas os partidos de direita se saíram bem, e Netanyahu formou um governo de coalizão. Quatro anos depois, nas eleições de 2013, seu partido se tornou o mais votado e Netanyahu se tornou o segundo político israelense a ser eleito para um terceiro mandato, atrás apenas de David Ben-Gurion (o fundador de Israel). Então, nas eleições de 2015, conquistou no voto um quarto mandato.

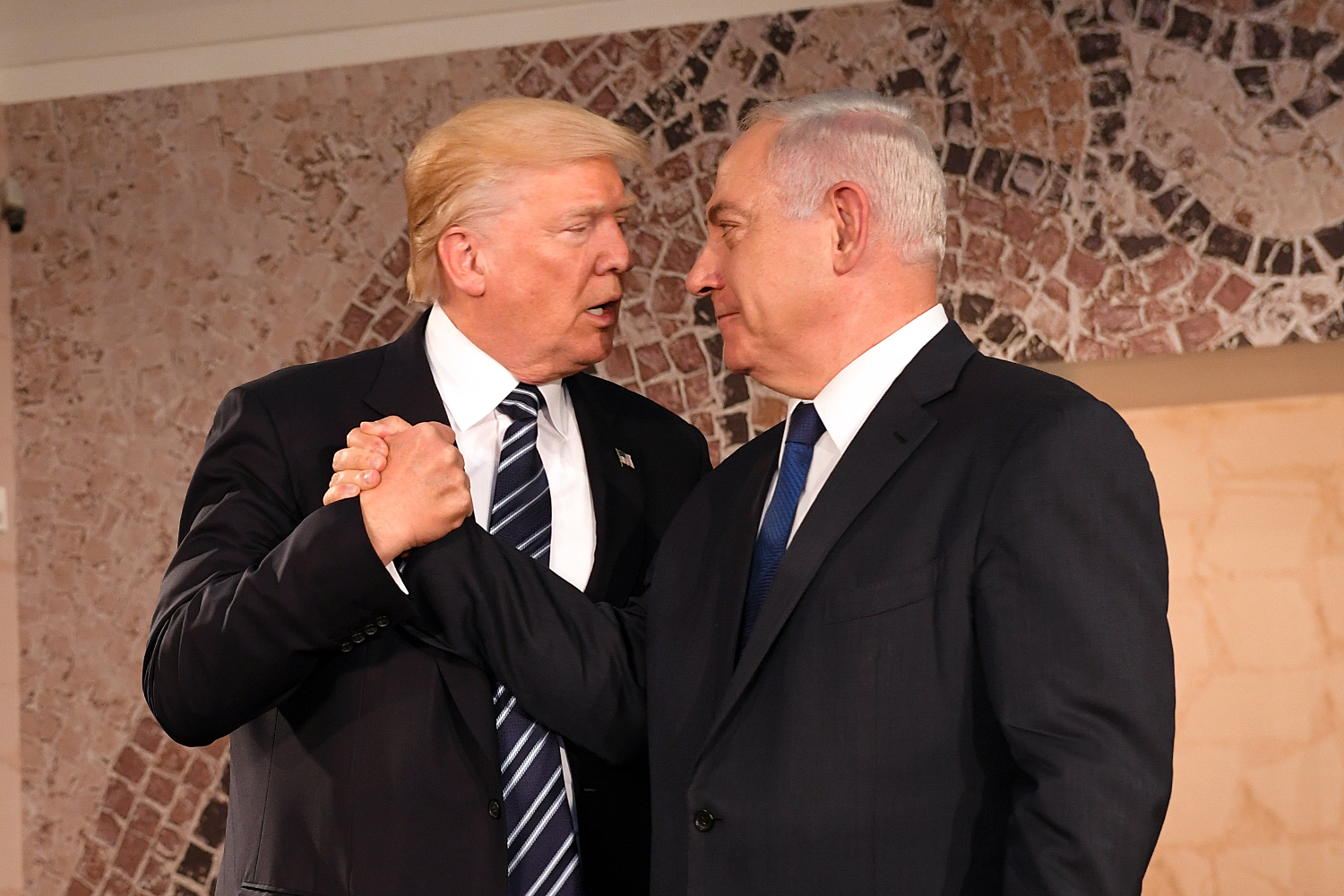
Donald Trump se encontra com Benjamin Netanyahu em Jerusalém, em maio de 2017

Netanyahu foi eleito primeiro-ministro de Israel cinco vezes, ultrapassando Ben-Gurion na quantidade de mandatos. Ele também é o único primeiro-ministro israelense a ser eleito três vezes seguidas e o que atuou mais tempo no cargo.

#### Segundo período como Primeiro-Ministro (2009-2021)
Do seu segundo ao seu quarto mandato, Benjamin Netanyahu mostrou-se mais linha dura em questões de política externa, especialmente em relação à Palestina e ao Hezbollah. Neste período, apoiou a expansão das colônias israelenses na Cisjordânia, o que gerou desentendimentos com o governo dos Estados Unidos. O então presidente Barack Obama afirmou na ocasião que tais assentamentos eram um empecilho para os processos de negociação de uma paz durável na região. A relação dos israelitas com os estadunidenses, que historicamente sempre foi forte, ficou mais atribulada durante a administração Obama, embora a Casa Branca mantivesse o apoio econômico e militar a Israel de forma intocada. Para um possível acordo de paz, Netanyahu exigiu que os palestinos deixassem de reivindicar Jerusalém como sua capital. O primeiro-ministro israelense manteve o histórico bloqueio à Faixa de Gaza, administrada pelo grupo Hamas, contribuindo para o empobrecimento da região e agravamento da crise humanitária. Ainda nos anos 2010, Netanyahu comandou duas incursões militares rápidas, mas sangrentas, contra os palestinos em Gaza nas operações Pilar Defensivo (2012) e Margem Protetora (2014). Netanyahu também aumentou a retórica agressiva contra o Irã e seu programa nuclear, não aceitando qualquer negociação que com os iranianos que não envolvesse o completo desmantelamento da sua infraestrutura nuclear, ameaçando o uso de força contra o Irã se necessário.
Internamente, a economia israelense continuou a melhorar, porém no começo da década de 2010, o custo de vida e o encolhimento da classe média gerou uma série de protestos antigoverno pedindo melhorias no cenário socioeconômico. Em 2011, a vista de instabilidade econômica, Netanyahu propôs cortes no orçamento, afirmando que a área de defesa seria atingida. Após protestos dos militares, ele preferiu cortar gastos sociais e aumentou o orçamento das forças armadas. Uma vez reeleito em 2013, persistiu em suas políticas de liberalização econômica, mas também mirou a redução da pobreza e da desigualdade de renda. Ele reduziu a burocracia e as regulamentações, especialmente sobre a indústria. Também buscou reduzir a imigração e, acima de tudo, tomou ações para conter a imigração ilegal, especialmente de árabes e africanos. Nas eleições de 2013 e 2015, adotou uma postura nacionalista e mais conservadora, mantendo sua linha dura mais voltada para a área de segurança nacional, porém afirmou ser favorável a direitos dos homossexuais. Em 2018, frente a uma crise política, ele convocou novas eleições para 2019. Caso vencesse, seria o primeiro-ministro com mais anos no cargo.

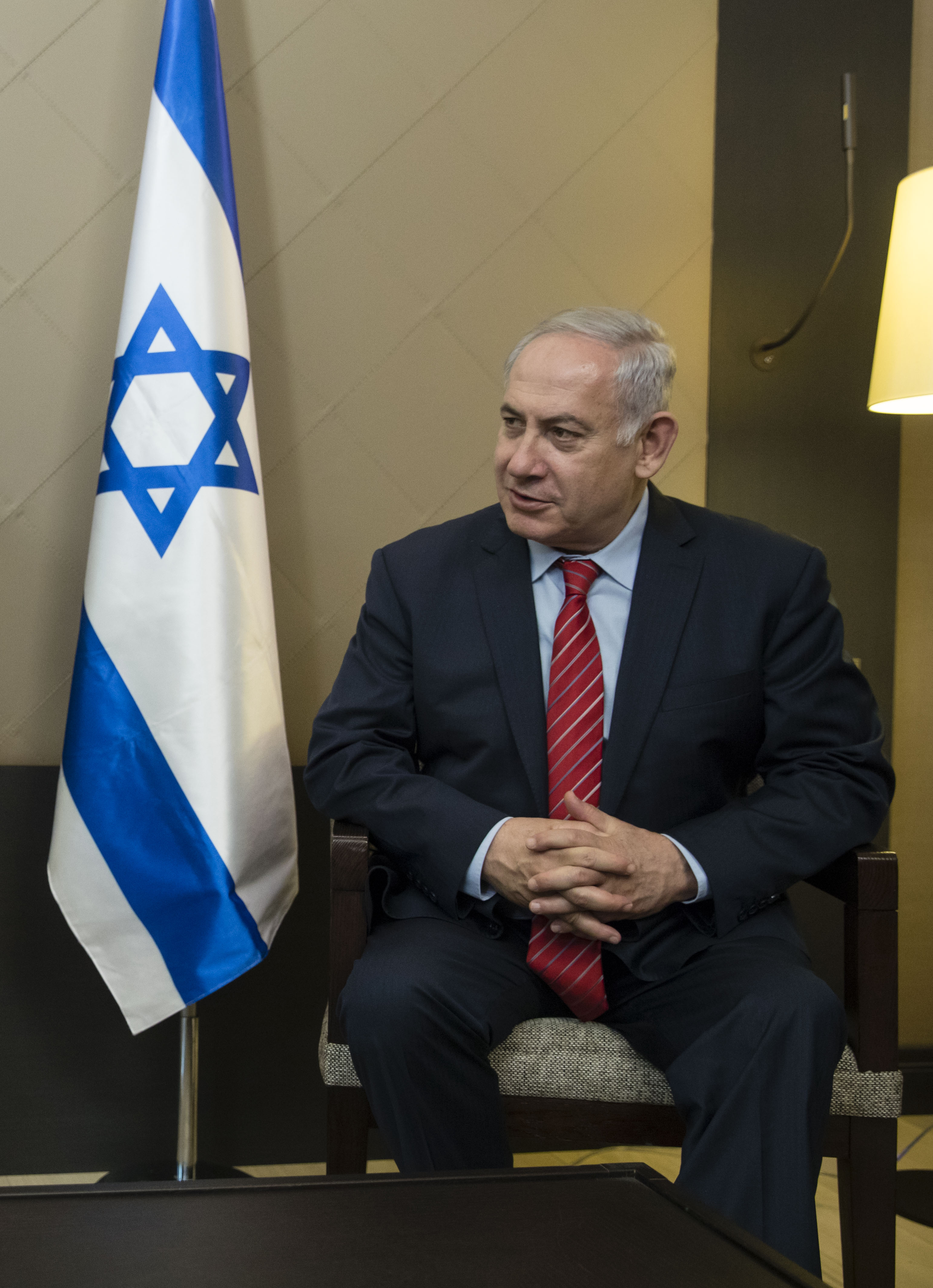
Netanyahu em 2018.

Durante todos os seus mandatos de Netanyahu como primeiro-ministro, acusações de corrupção o acompanharam. Em uma das ações possivelmente mais consequentes, em 28 de fevereiro de 2019, o procurador-geral israelense anunciou, após uma investigação de dois anos, que ele iria indiciar formalmente Netanyahu em acusações de suborno e fraude em três casos distintos, fazendo de Netanyahu o único primeiro-ministro de Israel a responder por um crime enquanto ele ainda estava no cargo. Benjamin Netanyahu negou todas as acusações. Em 2020 e 2021, manifestações e protestos contra o primeiro-ministro ganharam força em Israel. Ainda assim, sua popularidade se manteve estável, o suficiente para seu partido se manter como o mais votado mas mesmo assim não conseguiu formar um governo. O governo de Netanyahu recebeu elogios por sua reação a Pandemia de COVID-19 em Israel, apostando no distanciamento social e quarentenas. Quando a vacina contra o coronavírus chegou, seu governo foi rápido em trabalhar para distribuir o imunizante, atingindo a maior marca de vacinações per capita no mundo em um certo período.
Após tensões em Jerusalém aumentarem em maio de 2021, Hamas disparou foguetes contra Israel a partir de Gaza, o que fez com que Netanyahu autorizasse a Operação Guardião das Muralhas, que durou onze dias. Após o breve conflito com os Palestinos, políticos israelenses e o líder da aliança Yamina, Naftali Bennett, anunciaram um acordo com o líder da oposição, Yair Lapid, para formar uma coalizão para tirar Netanyahu do poder. Em 2 de junho de 2021, Bennett assinou o acordo com Lapid. Duas semanas depois, em 13 de junho, Netanyahu oficialmente deixou o cargo de primeiro-ministro, encerrando quatro mandatos consecutivos, totalizando doze anos seguidos.

#### Terceiro período como Primeiro-Ministro (2022-)
Em 2022, após novas eleições parlamentares, o partido de Netanyahu se saiu melhor e ele conseguiu fechar uma coalizão de governo com líderes ultraconservadores e religiosos, fazendo com que ele reocupasse o cargo de primeiro-ministro em dezembro. De volta ao poder, Netanyahu e seus parceiros de coalizão buscaram uma ampla reforma judicial, que foi recebida com uma reação polarizada, com opositores realizando protestos em massa por todo o país nos primeiros nove meses de 2023.  
Este novo mandato foi fortemente marcado por novos conflitos com grupos palestinos e por uma crise humanitária de proporções inéditas. Netanyahu passou a negar resolutamente a possibilidade de uma solução de dois Estados, afirmando que Israel necessitaria de controle completo sobre toda a região à oeste do Rio Jordão e defendendo o projeto da Grande Israel. Em 2024, chegou a mostrar publicamente mapas em que a Faixa de Gaza e a Cisjordânia ocupada apareciam inteiramente anexadas pelo Estado de Israel, o que, em suas próprias palavras, seria uma anulação da soberania palestina.

## Guerra Israel-Hamas
Em 7 de outubro de 2023, Israel sofreu um ataque em grande escala por grupos militantes palestinos liderados pelo Hamas, ao qual se seguiu uma resposta militar israelense imediata, centrada na invasão por terra e em bombardeios aéreos constantes na Faixa de Gaza. Devido à falha do governo israelense em antecipar o ataque de 7 de outubro, Netanyahu foi fortemente criticado pelos opositores por presidir a maior falha de inteligência de Israel em 50 anos e protestos em massa pedindo sua remoção do cargo foram realizados.
Sob o comando de Netanyahu e de seu ministro da defesa, Yoav Gallant, as Forças Armadas de Israel bombardearam e fizeram incursões em diversas áreas residenciais, hospitais e escolas, fazendo terra-arrasada da infraestrutura civil de Gaza. Além disso, promoveram o deslocamento forçado de aproximadamente 1.9 milhão de palestinos, dificultaram a entrada de ajuda humanitária e organizaram o bloqueio total do influxo de insumos básicos, como água, alimentos e medicamentos, para a região. Segundo a Human Rights Watch, "os militares israelenses mataram, feriram, esfomearam e deslocaram à força civis palestinos em Gaza em 2024, e destruíram suas casas, escolas, hospitais e infraestrutura em uma escala sem precedentes na história recente".
O conflito teve uma das mais altas taxa de mortalidade infantil do mundo, incluindo a morte de milhares de crianças com menos de 5 anos de idade em Gaza e também na Cisjordânia ocupada; há testemunhas que afirmam ter visto drones israelenses atirando em crianças deliberadamente ou emitindo sons de bebês chorando como armadilha para alvejar civis. Outro caso notório a esse respeito foi o assassinato de Hind Rajab, cuja família tentava fugir da cidade de Gaza quando o carro em que estavam foi alvejado por um tanque do IDF. Hind, então com apenas 5 anos de idade, chegou a conseguir se comunicar por telefone com socorristas para pedir ajuda, mas tanto a menina quanto sua família e os próprios paramédicos que tentaram alcancá-la foram mortos pelo exército israelense. A morte da menina palestina repercutiu fortemente nos protestos estudantis contra a guerra, que ocorreram nos campi universitários dos EUA nos meses seguintes. 
A partir do início de 2024, as forças israelenses expandiram seus alvos, entrando em confronto com o Hezbollah no Líbano e atacado regiões da Síria. Em abril, Israel bombardeou a embaixada do Irã em Damasco, o que provocou forte reação por parte do governo iraniano. Nesse mesmo mês, o Irã lançou um amplo ataque com mísseis contra Israel visando alvos militares.
O governo de Netanyahu reclamou crédito pelo assassinato de Ismail Haniyeh em julho desse mesmo ano e pela morte em combate de Yahya Sinwar em agosto, os dois principais líderes do Hamas considerados responsáveis pelos ataques de 7 de outubro. A execução de Haniyeh por agentes israelenses, durante sua visita à Teerã para a posse do presidente iraniano Masoud Pezeshkian, gerou mais uma perigosa escalada no conflito.
Em setembro, centenas de pagers adulterados carregados de pequenos explosivos foram detonados no Líbano, em uma operação das forças armadas israelenses contra o Hezbollah, deixando ao menos 12 pessoas mortas (incluindo duas crianças) e 2700 feridas, o que também desencadeou uma escalada das tensões na região. Em referência a este episódio, Netanyahu ofereceu um pager dourado de presente a Donald Trump durante a primeira reunião dos dois chefes de Estado em 2025.
A Guerra Israel-Hamas perdurou por 14 meses até o primeiro cessar-fogo, firmado em janeiro de 2025 após negociações entre o governo de Netanyahu e a liderança remanescente do Hamas, com mediação dos EUA. O número de pessoas mortas ou presumidas mortas durante esse período foi de aproximadamente 62 mil, dentre as quais mais da metade eram idosos, mulheres e crianças. Contudo, considerando-se a dificuldade de acesso a dados exatos de mortalidade devido à destruição do enclave e à possibilidade de haver mais vítimas sob os escombros, calcula-se que este número, informado pelo Ministério da Saúde da Faixa de Gaza, pode ser até 40% maior. Em março de 2025, Netanyahu violou o acordo de cessar-fogo e retomou os bombardeios, anunciando mais tarde a intenção de executar uma limpeza étnica na Faixa de Gaza e anexar todo o território através da guerra. A decisão de Netanyahu foi repudiada por organizações humanitárias como a Anistia Internacional. 

##### Ordem internacional de prisão
A atuação de Netanyahu na condução da guerra em Gaza recebeu amplo suporte financeiro e logístico dos EUA sob o governo de Joe Biden, bem como cobertura midiática positiva no Ocidente e aprovação de grande parte da população de Israel. No entanto, ao longo do conflito foram se acumulando evidências de que as ações das forças armadas israelenses não respeitavam o Direito Internacional Humanitário e que o que efetivamente estava ocorrendo em Gaza poderia ser legalmente classificado como genocídio. Em dezembro de 2023, a África do Sul denunciou o Estado de Israel perante o Tribunal Internacional de Justica (TIJ) pelo crime de genocídio, ação que foi inicialmente julgada procedente pela corte, embora o processo ainda esteja em andamento. Em histórica decisão jurídica, a ocupação militar israelense nos territórios palestinos foi como um todo considerada ilegal.
Além do Estado de Israel ter sido responsabilizado perante o TIJ, Benjamin Netanyahu e Yoav Gallant também foram individualmente citados em processo no Tribunal Penal Internacional por violações do direito internacional humanitário e dos direitos humanos durante o conflito Israel-Hamas. Ambos foram julgados e condenados por assassinato, extermínio, perseguição, ataques deliberados contra civis, uso da fome como arma, inflição de sofrimento desnecessário e tratamento cruel, entre outros crimes de guerra e crimes contra a humanidade. Consequentemente, foram expedidos mandados de prisão para ambos, em meio a grandes controvérsias a respeito da jurisdição da corte e fortes reações de aliados de Israel no Ocidente, que se dividiram entre a reafirmação de seu compromisso com o Direito Internacional e seu apoio à Israel.